# Tadorna tadorna
El tarro blanco (Tadorna tadorna) es una especie de ave anseriforme de la familia Anatidae. Es un pato común y ampliamente extendido en Eurasia y el norte de África.

## Descripción

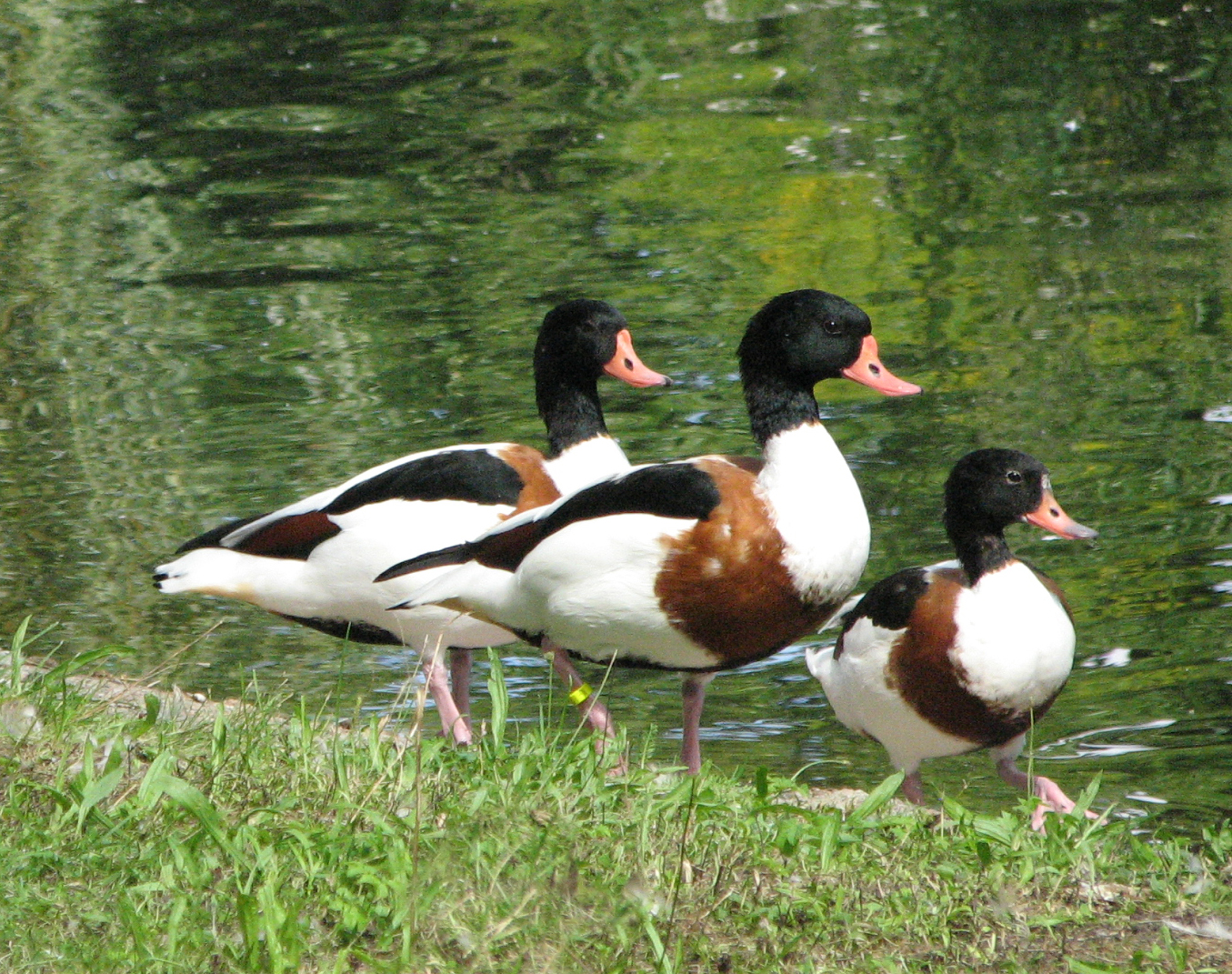
Tres tarros blancos en un zoo de Polonia.

El tarro blanco es una ave llamativa con aspecto intermedio entre pato y ganso. Su plumaje es principalmente blanco con zonas negras y de color castaño rojizo. Tiene la cabeza y la parte superior del cuello negras con irisaciones verdes. Presenta una ancha franja pectoral de color castaño rojizo que también rodea el manto. Presenta zonas de plumaje negro en la línea del vientre, la punta de la cola, dos franjas escapulares y las rémiges (excepto las secundarias interiores que también son castañas). También presenta una mancha de color canela herrumbroso en la zona infracaudal de bordes difusos. Su pico es rojo y sus patas son rosadas. Ambos sexos son similares, pero el macho presenta una protuberancia en la base del pico a modo de escudo frontal que junto con el pico incrementa la intensidad de su color en la época reproductora. Las hembras tienen la franja pectoral más estrecha y presentan cierto moteado facial blanco. Los juveniles carecen de la franja pectoral y el rostro manchado de blanco.

## Taxonomía y etimología

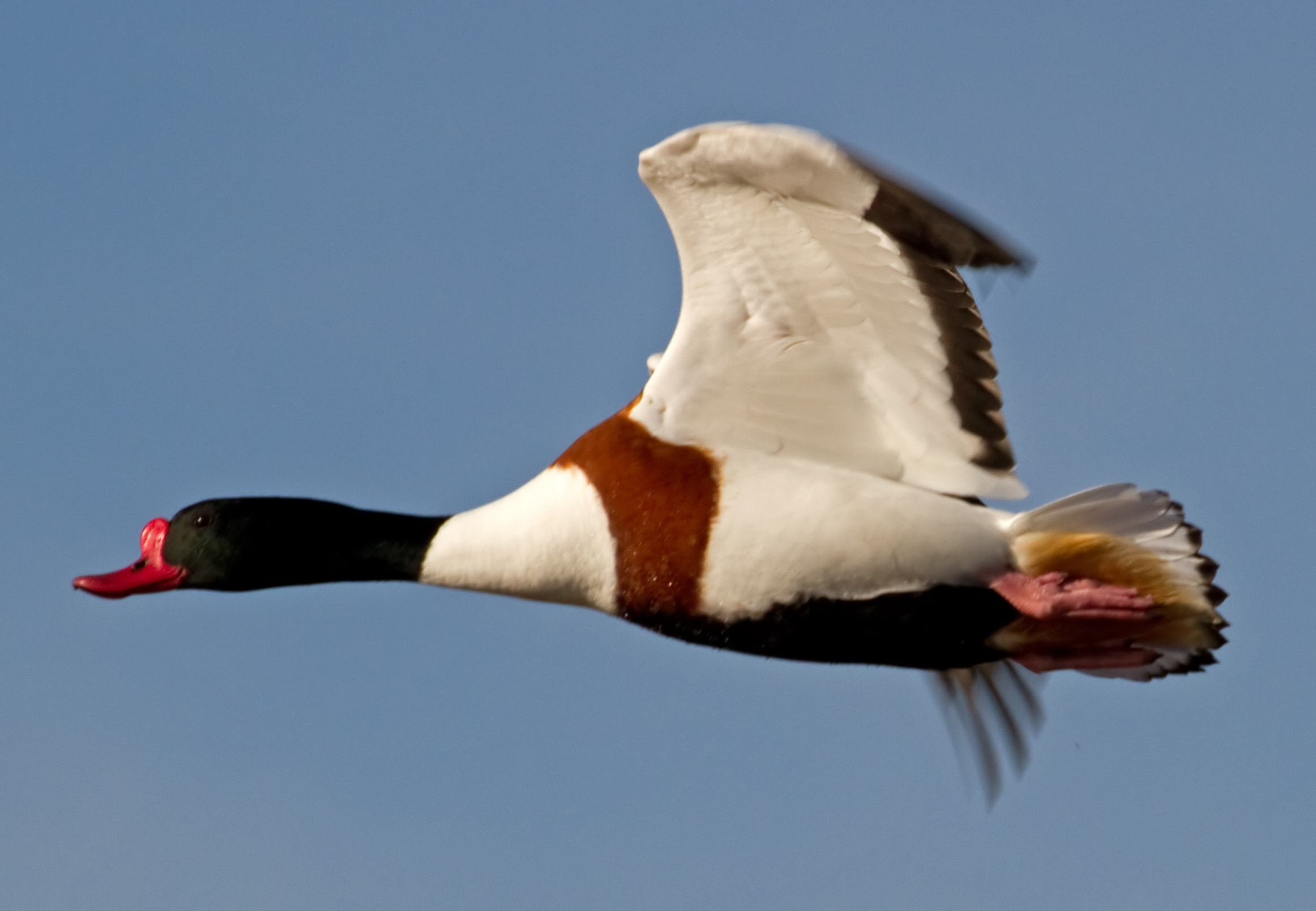
Macho en vuelo.

El tarro blanco fue descrito científicamente por Carlos Linneo en 1758 en la décima edición de su obra Systema naturae, con el nombre de Anas tadorna, que significa «pato manchado», en referencia a la coloración de su plumaje. En 1822 Heinrich Boie lo trasladó como especie tipo al género Tadorna que había creado. Es una especie monotípica, es decir, no se reconocen subespecies diferenciadas.
El nombre de su género y especie, Tadorna, procede del término celta tadorne que significa «pato manchado, pío».

## Distribución
El tarro blanco cría en la zona templada de Eurasia. La mayoría de las poblaciones emigran 
a zonas subtropicales en invierno, pero reside permanentemente en amplias zonas costeras del oeste de Europa, aparte de movimientos hacia zonas más seguras en la época de muda, como el mar de Frisia en la costa del norte de Alemania y los Países Bajos.

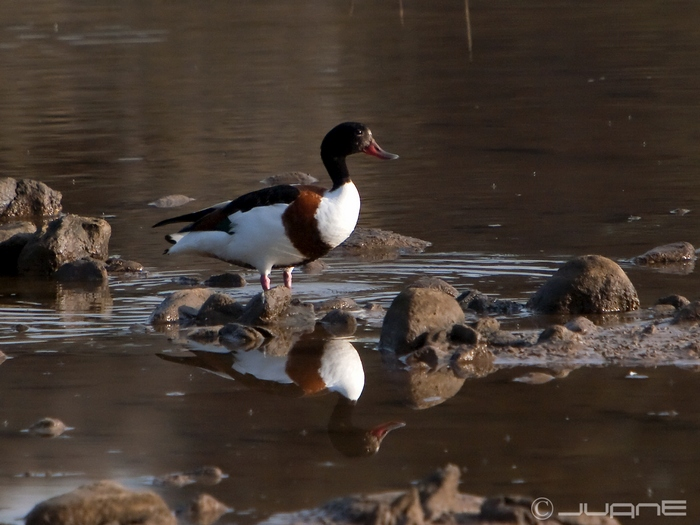
Prefieren las aguas salobres y saladas.

En la península ibérica, el tarro blanco es invernante, pero anida esporádicamente en algunas zonas. Ocupa zonas costeras y también lagunas y embalses del interior.

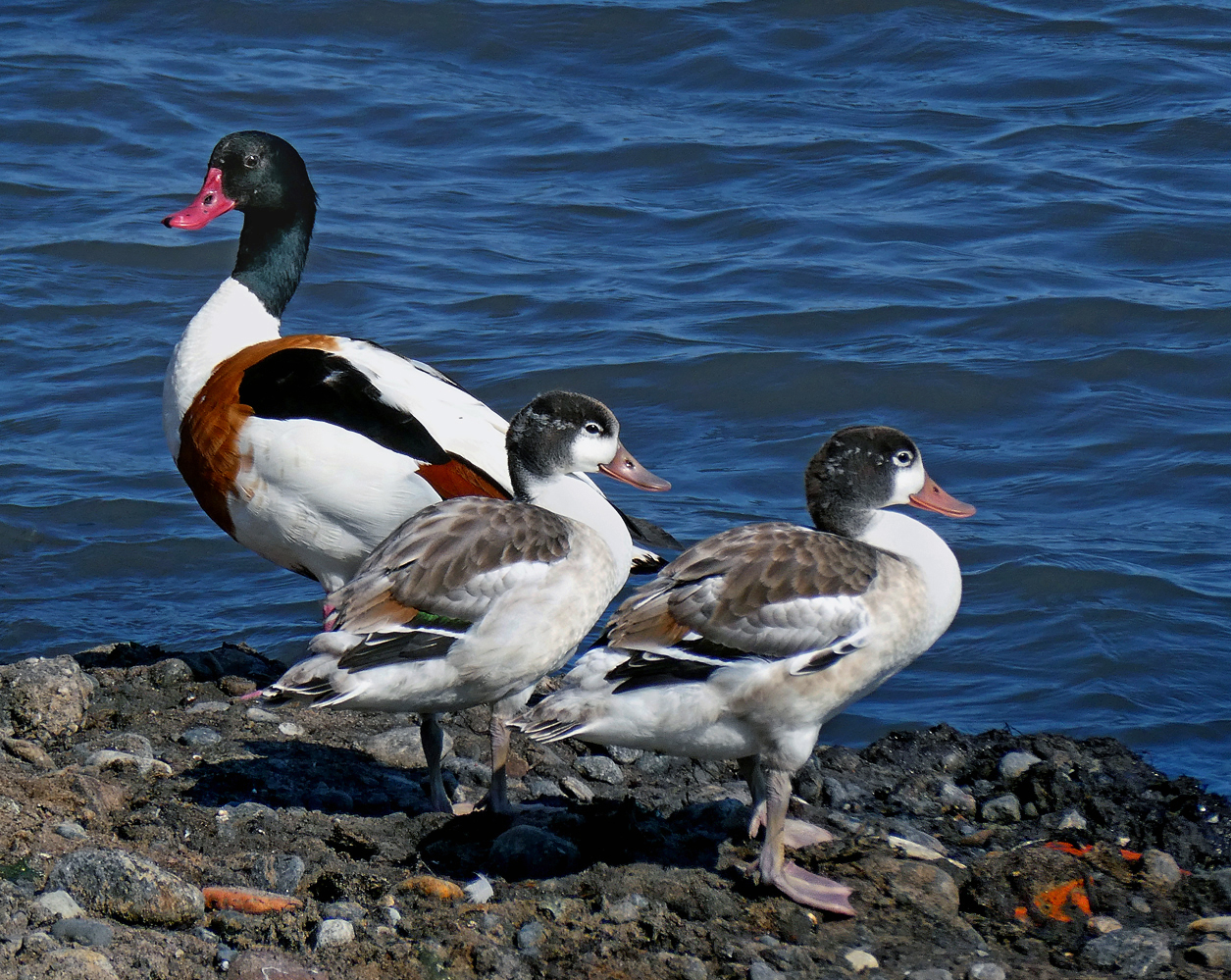
Tarro blanco.

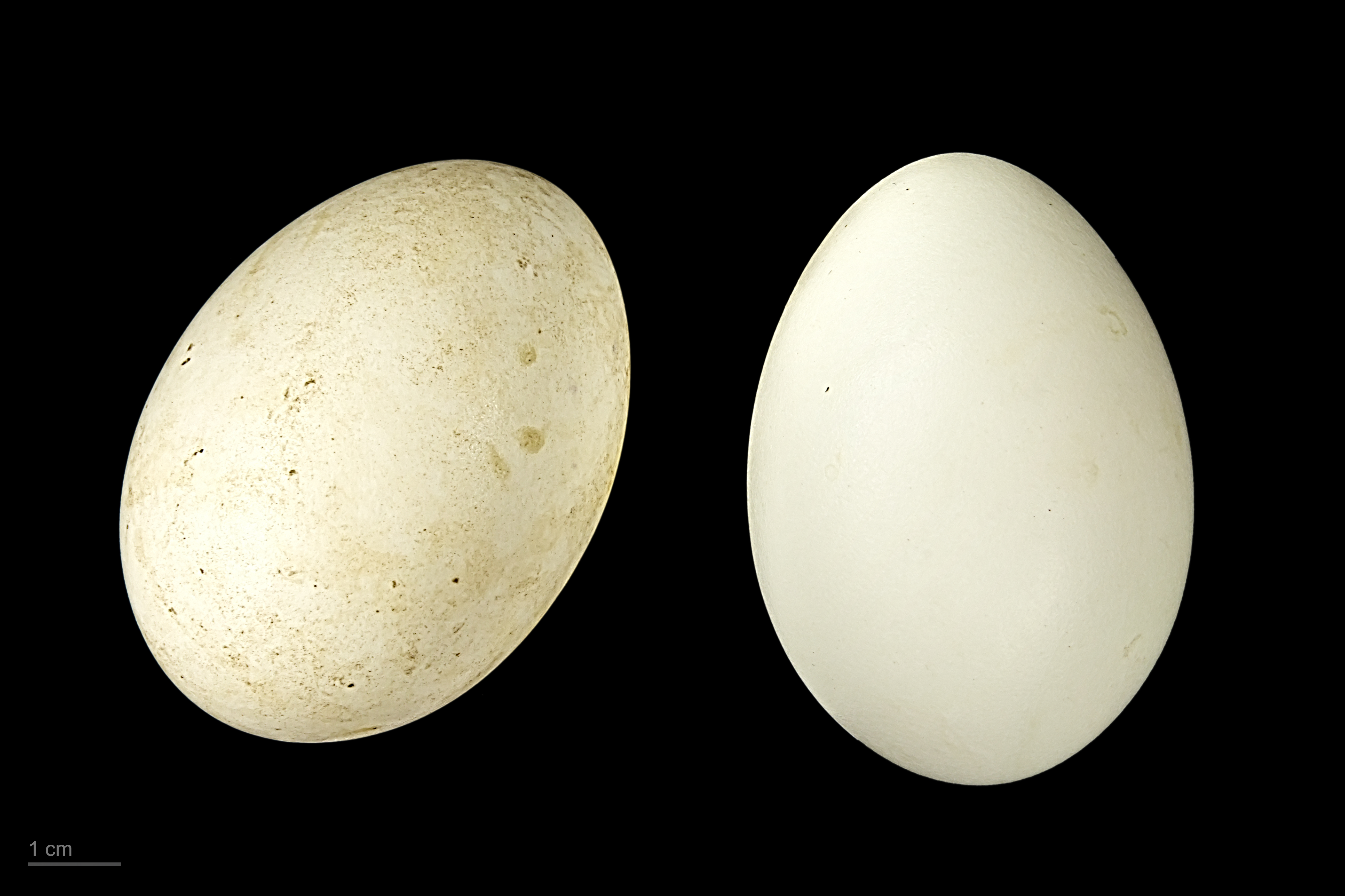
Tadorna tadorna - MHNT

## Comportamiento y hábitat
La mayoría de las parejas abandonan a sus crías antes de que alcancen su completo desarrollo y se marchan a lugares seguros y tranquilos junto al mar en la época de muda. En dicha época, los tarros (al igual que otros patos) pierden sus plumas rémiges, lo que los hace muy vulnerables a sus depredadores, pues les impide volar hasta que les salen las nuevas. Los pollos quedan agrupados en "guarderías", al cuidado de unas pocas hembras.
El tarro blanco habita estuarios, costas someras y orillas de lagos interiores salinos en terrenos abiertos. Se alimenta de moluscos, pequeños crustáceos, insectos y pequeñas cantidades de materia vegetal.